# Wespus arkansasensis
Genre
Espèce
Wespus arkansasensis, unique représentant du genre Wespus, est une espèce d'opilions laniatores de la famille des Phalangodidae.

## Distribution
Cette espèce est endémique des États-Unis. Elle se rencontre en Arkansas et au Mississippi.

## Description
La femelle holotype mesure 2,2 mm.

## Étymologie
Son nom d'espèce, composé de arkansas et du suffixe latin -ensis, « qui vit dans, qui habite », lui a été donné en référence au lieu de sa découverte, l'Arkansas.

## Publication originale
- Goodnight & Goodnight, 1942 : « New Phalangodidae (Phalangida) from the United States. » American Museum Novitates, no 1188, p. 1–18 (texte intégral).